# Coelichneumonops solutus
Coelichneumonops solutus là một loài tò vò trong họ Ichneumonidae.